# Campeonato Asiático de Handebol Masculino de 2008
O Campeonato Asiático de Handebol Masculino de 2008 (2008 البطولة الآسيوية لكرة اليد للرجال (em árabe)) foi a décima terceira edição do principal campeonato de andebol (português europeu) ou handebol (português brasileiro) masculino do continente asiático. O Irão foi o país sede e os jogo ocorreram na cidade de Isfahan.
A Coreia do Sul foi campeã pela sétima vez, com o Kuwait segundo e a Arábia Saudita terceiro.